# Pat O'Connor (catch)
Pour les articles homonymes, voir Pat O'Connor et Patrick O'Connor.
Patrick John O'Connor (né le 22 août 1924 à Raetihi et mort le 16 août 1990 à Saint-Louis) est un lutteur et un catcheur (lutteur professionnel) néo-zélandais.
Il est médaillé d'argent aux Jeux de l'Empire Britannique en 1950 dans la catégorie des plus de 87 kilos avant de devenir catcheur. 
Il se fait connaitre aux États-Unis où il remporte une fois le championnat du monde poids lourd de la National Wrestling Alliance et est le premier champion du monde poids lourd de la American Wrestling Association. Il arrête sa carrière en 1982 et meurt des suites d'un cancer le 16 août 1990. Il est membre du Wrestling Observer Hall of Fame depuis 1996, du St. Louis Wrestling Hall of Fame et du Professional Wrestling Hall of Fame and Museum depuis 2007. La NWA l'intègre aussi à son Hall of Fame en 2011 et la World Wrestling Entertainment lui remet à titre posthume le Legacy Award en 2016.

## Jeunesse et carrière de lutteur
O'Connor est le fils de John Frederick O’Connor et de Isabella McPhee qui élèvent des moutons près de Raetihi. Il a un frère qui se nomme Mervin. Il aide son père dans l'exploitation familiale et fait aussi du rugby à l'université Massey,. Il s'engage dans la Royal Air Force durant la Seconde Guerre mondiale.
Après la Guerre, il se fait remarquer comme lutteur et devient champion de Nouvelle-Zélande de lutte libre dans la catégorie des poids lourd en 1948 et 1949. En 1950, il participe aux Jeux de l'Empire Britannique et échoue en finale face à Jim Armstrong.
Après les Jeux de l'Empire Britannique, l'université du Minnesota lui propose d'intégrer l'équipe de lutte ce que O'Connor accepte.

## Carrière de catcheur
O'Connor commence sa carrière en 1950 à Minneapolis au Minneapolis Boxing & Wrestling Club et devient rapidement un des catcheurs vedette,.

## Palmarès

### Comme catcheur
- All Star Pro Wrestling (Nouvelle-Zélande)
  - 1 fois champion poids lourd de l'Empire Britannique (version Nouvelle-Zélande)[6]

- American Wrestling Association (AWA)
  - 1 fois champion du monde poids lourd de la AWA[7]
  - 1 fois champion du monde par équipes de la AWA avec Wilbur Snyder (en)[8]
- Central States Wrestling
  - 1 fois champion poids lourd de la National Wrestling Alliance Central States[9]
  - 1 fois champion par équipes de la National Wrestling Alliance Central States avec Bob Brown[10]
  - 3 fois champion poids lourd des États-Unis de la National Wrestling Alliance (version Central States)[11]
  - 4 fois champion du monde par équipes de la National Wrestling Alliance (version Central States) avec Sonny Myers, Tiny Mills, Bob Geigel et Omar Atlas[12]
- Commission Athlétique de Montréal
  - 2 fois champion du monde poids lourd de la Commission Athlétique[13]
- Fred Kohler Enterprises
  - 1 fois champion du monde par équipes de la National Wrestling Alliance (version Chicago) avec Roy McClarity[14]
- Maple Leaf Wrestling
  - 1 fois champion poids lourd de l'Empire Britannique de la National Wrestling Alliance (version Toronto)[15]
  - 1 fois champion Canadian Open Tag Team de la National Wrestling Alliance avec Whipper Billy Watson[16]
- Mid-Atlantic Championship Wrestling (en)
  - 1 fois champion poids lourd des états de l'est de la National Wrestling Alliance[17]
- Midwest Wrestling Association
  - 1 fois champion poids lourd de l'Ohio[18]
- Minneapolis Boxing & Wrestling Club
  - 1 fois champion du monde par équipe de la National Wrestling Alliance (version Minnesota) avec Tony Baillargeon[19]
- National Wrestling Alliance (NWA)
  - 1 fois champion du monde poids lourd de la NWA[20]
  - 1 fois champion du monde par équipes de trois de la NWA avec  Roy McClarity et Yukon Eric[21]
- Rocky Mountain Championship Wrestling
  - 1 fois champion poids lourd de la Rocky Mountain[22]
- World Wrestling Association (WWA)
  - 1 fois champion du monde par équipe de la WWA avec Wilbur Snyder[23]

### Comme lutteur
- Championnat de Nouvelle-Zélande
  -  en lutte libre dans la catégorie des poids lourd en 1948[3]
  -  en lutte libre dans la catégorie des poids lourd en 1949[3]
- Jeux de l'Empire britannique de 1950
  -  en lutte libre dans la catégorie des poids lourd en 1950[5]

## Récompenses des magazines et distinctions
- National Wrestling Alliance (NWA)
  - Membre du Hall of Fame de la NWA (promotion 2011)[24]
- Professional Wrestling Hall of Fame and Museum
  - Membre du Hall of Fame (promotion 2007)[25]
- St. Louis Wrestling Hall of Fame
  - Membre du Hall of Fame (promotion 2007)[26]
- Stampede Wrestling
  - Membre du Hall of Fame[27]
- World Wrestling Entertainment (WWE)
  - Legacy Award (promotion 2016)[28]
- Wrestling Observer Newsletter
  - Membre du Wrestling Observer Hall of Fame (promotion 1996)[29]